# Patinação de velocidade em pista curta nos Jogos Olímpicos de Inverno da Juventude de 2016
As competições de patinação de velocidade em pista curta nos Jogos Olímpicos de Inverno da Juventude de 2016 foram disputadas no Gjøvik Olympic Cavern Hall em Gjøvik, na Noruega, entre os dias 14 e 20 de fevereiro. Cinco eventos foram realizados, sendo um deles o revezamento misto por equipes de diferentes Comitês Olímpico Nacionais.

## Calendário
| Fevereiro                              | 12 | 13 | 14 | 15 | 16 | 17 | 18 | 19 | 20 | 21 |
| -------------------------------------- | -- | -- | -- | -- | -- | -- | -- | -- | -- | -- |
| Patinação de velocidade em pista curta |    |    | 2  |    | 2  |    |    |    | 1  |    |

|  | Dia de final |

## Qualificação
Cada país pode enviar o número máximo de 4 atletas (2 por gênero). Os três melhores países no ranking do Mundial Júnior de Patinação de Velocidade em Pista Curta de 2015 puderam enviar a quota máxima de atletas. Os próximos países na classificação puderam enviar um atleta por gênero até preencher o número total de vagas, que foi de 32 atletas (16 por gênero).

### Sumário
A disposição das vagas está abaixo.
| CONs               | Masculino | Feminino | Total |
| ------------------ | --------- | -------- | ----- |
| GER Alemanha       | 1         | 1        | 2     |
| AUS Austrália      | 0         | 1        | 1     |
| BEL Bélgica        | 1         | 0        | 1     |
| BUL Bulgária       | 0         | 1        | 1     |
| CAN Canadá         | 1         | 1        | 2     |
| KAZ Cazaquistão    | 1         | 1        | 2     |
| CHN China          | 1         | 2        | 3     |
| KOR Coreia do Sul  | 2         | 2        | 4     |
| USA Estados Unidos | 1         | 1        | 2     |
| FRA França         | 1         | 0        | 1     |
| HUN Hungria        | 2         | 1        | 3     |
| ITA Itália         | 0         | 1        | 1     |
| JPN Japão          | 2         | 1        | 3     |
| LAT Letônia        | 1         | 0        | 1     |
| NED Países Baixos  | 1         | 1        | 2     |
| RUS Rússia         | 1         | 2        | 3     |
| Total de atletas   | 16        | 16       | 32    |
| Total de CONs      | 13        | 13       | 16    |

## Medalhistas
Masculino
| Evento          | Ouro                              | Prata                      | Bronze                  |
| --------------- | --------------------------------- | -------------------------- | ----------------------- |
| 500 m detalhes  | Hong Kyung-Hwan KOR Coreia do Sul | Kazuki Yoshinaga JPN Japão | Ma Wei CHN China        |
| 1000 m detalhes | Hwang Dae-Heon KOR Coreia do Sul  | Ma Wei CHN China           | Shaoang Liu HUN Hungria |

Feminino
| Evento          | Ouro                         | Prata                         | Bronze                        |
| --------------- | ---------------------------- | ----------------------------- | ----------------------------- |
| 500 m detalhes  | Zang Yize CHN China          | Petra Jászapáti HUN Hungria   | Katrin Manoilova BUL Bulgária |
| 1000 m detalhes | Kim Ji-Yoo KOR Coreia do Sul | Lee Su-Youn KOR Coreia do Sul | Anna Seidel GER Alemanha      |

Misto
| Evento                           | Ouro | Prata | Bronze |
| -------------------------------- | --- | --- | --- |
| Revezamento por equipes detalhes | Ane By Farstad (NOR) Kim Ji-Yoo (KOR) Stijn Desmet (BEL) Quentin Fercoq (FRA) MIX Equipes de CONs mistos | Petra Jászapáti (HUN) Julia Moore (AUS) Tjerk de Boer (NED) Kiichi Shigehiro (JPN) MIX Equipes de CONs mistos | Katrin Manoilova (BUL) Anita Nagay (KAZ) Karlis Kruzbergs (LAT) Kazuki Yoshinaga (JPN) MIX Equipes de CONs mistos |

## Quadro de medalhas
| Ordem | País                       | Medalha de ouro | Medalha de prata | Medalha de bronze |    |
| ----- | -------------------------- | --------------- | ---------------- | ----------------- | -- |
| 1     | KOR Coreia do Sul          | 3               | 1                |                   | 4  |
| 2     | CHN China                  | 1               | 1                | 1                 | 3  |
| –     | MIX Equipes de CONs mistos | 1               | 1                | 1                 | 3  |
| 3     | HUN Hungria                |                 | 1                | 1                 | 2  |
| 4     | JPN Japão                  |                 | 1                |                   | 1  |
| 5     | BUL Bulgária               |                 |                  | 1                 | 1  |
|       | GER Alemanha               |                 |                  | 1                 | 1  |
| TOTAL | TOTAL                      | 5               | 5                | 5                 | 15 |